# فلسفه چیست؟ (کتاب بزرگمهر)
فلسفه چیست؟ از مهم‌ترین آثار منوچهر بزرگمهر است که اولین بار در سال ۱۳۵۶ منتشر شد.

## محتوا
بزرگمهر کتاب را با کلامی از غزالی شروع می‌کند که اختلاف حکما دلیل بر نادرستی اندیشه‌های آنان است: «اختلاف بین فلاسفه خود بهترین دلیل است بر اینکه نظر هیچ‌کدام در مسائل اصلی فلسفه قطعی و صحیح نبوده و به قول خیام هر کس فسانه‌ای گفته و در خواب شده‌است.»
او در این کتاب، شیوهٔ تجربی و علمی را بر شیوهٔ عقلی و نظری محض ترجیح می‌دهد و «نسبت به کلیه نظامات فلسفی که می‌خواهند کائنات را به قول هگل توجیه عقلی یا منطقی کنند و به حسن و قبح عقلی در اخلاق قائلند، به نظر شک و بدبینی» نگاه می‌کند.
بزرگمهر همچنین در این کتاب فلسفه اسلامی را به باد انتقاد می‌گیرد.